# Neurey-en-Vaux
Neurey-en-Vaux är en kommun i departementet Haute-Saône i regionen Bourgogne-Franche-Comté i östra Frankrike. Kommunen ligger i kantonen Saulx som tillhör arrondissementet Lure. År 2022 hade Neurey-en-Vaux 139 invånare.

## Befolkningsutveckling
Antalet invånare i kommunen Neurey-en-Vaux
| Referens: INSEE |